# Tetrastichus denuntiativus
Tetrastichus denuntiativus är en stekelart som beskrevs av Kostjukov 1995. Tetrastichus denuntiativus ingår i släktet Tetrastichus och familjen finglanssteklar. Inga underarter finns listade i Catalogue of Life.